# Mytilisepta keenae
Mytilisepta keenae — вид морских двустворчатых моллюсков из семейства митилид. Длина раковины до 33, высота до 20 мм. Раковина треугольная с закруглёнными углами, чёрно-коричневой окраски, покрыта радиальными ребрышками; макушки находятся на передней оконечности. На внутренней стороне в переднем углу створки есть небольшая перегородка (септа). Этот моллюск обитает в водах северо-западной части Тихого океана у берегов Корейского полуострова, в заливе Петра Великого и в прибрежных водах Японии. Встречаются в основном у открытых берегов на глубине от 0 до 5 м, где крепятся биссусом к скалам или к морской траве. Они безвредны для человека, их охранный статус не определён, объектом промысла не являются.